# Comuna Uleanivka, Pereiaslav-Hmelnițki
Uleanivka (în ucraineană Улянівка) este o comună în raionul Pereiaslav-Hmelnițki, regiunea Kiev, Ucraina, formată din satele Tarasivka și Uleanivka (reședința).

## Demografie
Componența lingvistică a comunei Uleanivka
     Ucraineană (98,53%)
     Rusă (1,02%)
Conform recensământului din 2001, majoritatea populației comunei Uleanivka era vorbitoare de ucraineană (98,53%), existând în minoritate și vorbitori de rusă (1,02%).